# Comune (forma di governo)
La comune è un modello di governo generalmente sostenuto da anarchici, socialisti o comunisti. Il modello è spesso caratterizzato da un'organizzazione locale e trasparente composta da delegati vincolati da mandati. Questi delegati sarebbero richiamabili in qualsiasi momento dalle loro posizioni. I fautori considerano il diritto di revoca come una tutela particolarmente importante contro la corruzione e l'indifferenza tra i rappresentanti.

## Introduzione
Quasi universalmente, socialisti, comunisti e anarchici hanno visto nella Comune un modello per la società liberata che verrà dopo che le masse saranno liberate dal capitalismo, una società basata sulla democrazia partecipativa popolare.
Marx ed Engels, Bakunin, e poi Lenin e Trotsky hanno tratto importanti lezioni teoriche (in particolare per quanto riguarda la "dittatura del proletariato" e l' "estinzione dello Stato") dalla limitata esperienza della Comune di Parigi.
Tuttavia, questi stessi sostenitori hanno criticato la comune. Marx pensa che i comunardi hanno sbagliato a mettere in comune tutte le loro risorse per organizzare elezioni democratiche piuttosto che raccogliere le loro forze per attaccare Versailles in modo tempestivo. Molti marxisti, sulla base della loro interpretazione delle prove storiche e degli scritti di Marx sull'argomento, credono che i comunardi siano stati troppo "morbidi" nell'agire contro gli elementi non proletari.
Ma l'idea della comune come organizzazione sociale libertaria è rimasta all'interno della teoria rivoluzionaria.
Kropotkin, per esempio, ha criticato la moderna democrazia rappresentativa come mero strumento per la classe dirigente e ha sostenuto che una nuova società dovrebbe essere organizzata su principi completamente diversi che coinvolgano più direttamente ogni individuo. Tratta lo Stato nazionale come un'organizzazione territoriale capitalista che si impone su molte comunità attraverso il finto spettacolo di partecipazione che le elezioni forniscono ingannevolmente. Le comuni, invece, dovrebbero dotare le comunità di autonomia dai poteri esterni e offrire a ciascuno al loro interno una vera partecipazione nei processi decisionali, attraverso assemblee comunali e delegati facilmente revocabili.